# Schwarzgrundel
Die Schwarzgrundel (Gobius niger) ist ein kleiner Meeresfisch, der an der europäischen Atlantikküste (südlich von Trondheim), in der Nordsee, in der südlichen Ostsee (nicht im Bottnischen Meerbusen), im Mittelmeer und im Schwarzen Meer vorkommt. Sie bewohnt Seegras und Algen in Ästuaren, Lagunen und ufernahem Gewässer. Der Fisch ernährt sich von einer Vielzahl von Wirbellosen und manchmal von kleinen Fischen.
Der Fisch wird maximal 18 cm (TL) lang. Der Nacken des Fisches ist beschuppt und seine beiden Rückenflossen haben einen schwarzen Fleck an ihrem vorderen Ende.

## Beschreibung
Das Breite-Länge-Verhältnis der Schwarzgrundel ist im Gegensatz zu seinen Artgenossen, der Strandgrundel, Sandgrundel und der Schwimmgrundel mehr auf die Breite orientiert. Dazu hat sie ein runderes Maul und ist generell größer. Ihre Rückenflossen sind fast durchgehend, die vordere hat sechs Wirbel, welche möglicherweise die Rückenflossenmembran beschützen und die hintere hat Weichstrahlen. Die hintere Rückenfinne endet kurz vor dem Schwanzstiel im Kontrast zu den Strand- und Sandgrundeln, wo dort eine lange Lücke ist. Die Bauchflossen sind vereinigt. Die Farbe ist immer ein Braunton mit unbestimmten schwarzen Flecken. Die Farbe des Männchens wird während der Brutsaison fast schwarz, nur seine Rückenflossen werden durchsichtiger. Die Durchschnittsgröße des Fisches liegt zwischen 5 und 7 cm.

## Vorkommen und Lebensraum
Die Schwarzgrundel lebt in seichtem Wasser des Ostatlantischen Ozeans, dem Mittelmeer und dem Schwarzen Meer. Ihr Verbreitungsgebiet reicht von Ras Nouadhibou in Mauretanien bis Trondheim in Norwegen und schließt die Ostsee ein. Sie lebt in Tiefen von weniger als 50 Metern. Ihr typischer Lebensraum sind Lagunen, Ästuare und ufernahe Gewässer. Sie bevölkert sandige oder schlammige Untergründe oder lebt zwischen Seegras oder Seetang. Darüber hinaus ist sie manchmal in Süßwasser anzutreffen.

## Lebensweise
Die Schwarzgrundel ernährt sich von kleinen Wirbellosen auf dem Meeresgrund. Ihre Fortpflanzung findet im Sommer statt, in welchem das Männchen ein Revier in einem seichten grasigen Areal eingrenzt und ein Nest auf einem sauberen Stück des Meeresgrunds vorbereitet, wonach dieses ein Weibchen zum Inspizieren einlädt, woraufhin das Männchen nach Zustimmung des Weibchens und anschließendem Eierlegen dieses, die Eier beschützt, bis sie schlüpfen.